# Albert Abicht
Pour les articles homonymes, voir Abicht.
Albert Abicht (9 décembre 1893 à Lemnitz, Saxe-Weimar-Eisenach  – 5 janvier 1973, à Nuremberg) était un agriculteur et homme politique allemand (ThLB/DNVP, NSDAP).

## Agriculture
Après l'école primaire, Abicht étudia à l'école agricole de Triptis de 1908 à 1910, et débuta ensuite dans l'agriculture. Il a effectué son service militaire pendant la Première Guerre mondiale. À partir de 1917, il a travaillé comme caissier à Leubsdorf. Plus tard, il est retourné à sa profession d'origine, et, en 1928, a loué un domaine à Oberpöllnitz. À partir de 1927, il a été président du département de l'Agriculture dans le district de Gera (Thuringe) et membre de la Chambre Principale de l'Agriculture à Weimar. En outre, il a occupé divers postes dans le milieu agricole.

## Carrière politique
Abicht rejoint la Ligue Agricole de Thuringe dans les années 1920 et a rejoint de 1931 à 1932 le Parti populaire national allemand. En 1933, il rejoint le Parti Nazi. À partir de 1924, il a été membre du conseil du district de Gera. Il est élu lors des élections générales de juillet 1932 à la DNVP dans le Reichstag allemand, jusqu'en novembre 1933. Il a représenté la circonscription de Thuringe au Parlement.
De 1922 à 1928, Abicht a été maire de la municipalité de Leubsdorf. En même temps, il a été président de l'association pour Gera de la communauté rurale et membre du conseil du jour la communauté rurale à Weimar (Thuringe).